# Thống sứ Bắc Kỳ

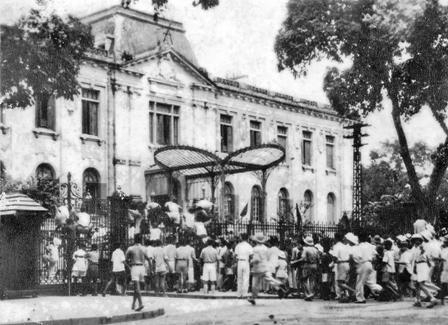
Phủ Khâm sai năm 1945, tức Dinh Thống sứ Bắc Kỳ (1917-1945)

Thống sứ Bắc Kỳ (tiếng Pháp: Résident supérieur du Tonkin) là viên chức người Pháp đứng đầu xứ bảo hộ Bắc Kỳ dưới thời Pháp thuộc. Chức vị này được lập ra vào năm 1889 để đại diện quyền lợi của Pháp và để điều hành việc cai trị.

## Lịch sử

### Thống soái Bắc Kỳ và Tổng sứ Trung Kỳ - Bắc Kỳ
Ngay từ trước khi Pháp chiếm được Bắc Kỳ, họ đã ấn định vị "Thống soái Bắc Kỳ" để chỉ huy Quân đoàn viễn chinh Bắc Kỳ (corps expéditionnaire du Tonkin) mở cuộc xâm lăng. Hòa ước Quý Mùi năm 1883 chính thức buộc triều đình Huế nhận sự đô hộ của Pháp ở Bắc Kỳ. Chức vụ Tổng Công sứ Trung - Bắc Kỳ (Résident général de l'Annam et du Tonkin) hay Tổng Trú sứ Trung - Nam Kỳ được đặt ra để thay mặt cho chính phủ Pháp chủ trì mọi công việc đối ngoại của triều đình Việt Nam ở cả Bắc và Trung Kỳ. Tiếng Việt vào thời điểm Hòa ước Quý Mùi, 1883 được ký kết không quen dùng "trú sứ" hay "lưu trú quan" để dịch chữ résident, nhân lại sẵn có chữ consul nên mới gọi viên chức ấy là "công sứ". Chức vụ này cũng thường được gọi rút ngắn là "Tổng sứ Trung - Bắc Kỳ" hay gọi là "Toàn quyền Lưỡng Kỳ" hoặc "Toàn quyền Trung – Bắc Kỳ". Năm 1885, tướng Philippe Marie André Roussel de Courcy được cử sang Việt Nam với quyền hạn cai quản cả Bắc lẫn Trung Kỳ. Năm sau đó, Paul Bert một viên chức dân sự được cử sang kế nhiệm.

### Thống sứ Bắc Kỳ
Năm 1887 khi Liên bang Đông Dương hình thành thì chức vụ Toàn quyền Đông Dương được lập nên, nắm toàn quyền cai quản cả Bắc Kỳ, Trung Kỳ, Nam Kỳ và Cao Miên; tới năm 1889 chức vụ Tổng sứ Trung Kỳ - Bắc Kỳ bị bãi bỏ. Trước đó, vào năm 1886, chức vụ Thống sứ Bắc Kỳ (Résident supérieur du Tonkin) và Khâm sứ Trung Kỳ (Résident supérieur de l’Annam) được đặt ra, khi đó còn dưới quyền trực tiếp của Tổng sứ. Ngày 03 tháng 6 năm 1886, người Pháp ép vua Đồng Khánh thành lập Nha Kinh lược sứ ở Bắc Kỳ, tách xứ này khỏi quyền kiểm soát trực tiếp của triều đình Huế. Về danh nghĩa, đứng đầu xứ này là viên chức Kinh lược sứ Bắc Kỳ của triều đình Nhà Nguyễn (đầu tiên là Nguyễn Hữu Độ, rồi tới Nguyễn Trọng Hợp...); nhưng trên thực tế, quyền lực thuộc về Thống sứ Bắc Kỳ của người Pháp. Nha Kinh lược sứ ở Bắc Kỳ chỉ tồn tại tới năm 1897 rồi bị bãi bỏ, người cuối cùng đứng đầu Nha này là Hoàng Cao Khải.
Ở cấp thấp hơn, đứng đầu mỗi tỉnh ở cả Bắc Kỳ và Trung Kỳ là Công sứ (Résident) và Phó sứ (Résident adjoint). Lúc bấy giờ trực tiếp dưới quyền Thống sứ Bắc Kỳ là ba công sứ (résident):
1. Hải Phòng, giám sát thêm hai phó công sứ (vice-résident) ở Hải Dương và Tiên Yên
2. Sơn Tây, giám sát thêm hai phó công sứ ở Tuyên Quang và Lào Cai
3. Nam Định, giám sát thêm phó công sứ ở Ninh Bình.
4. Thống sứ Bắc Kỳ còn điều hành ba phó công sứ ở Bắc Ninh, Lạng Sơn và Thất Khê.[2]

Kể từ ngày 26 tháng 7 năm 1897, Thống sứ Bắc Kỳ kiêm nhiệm luôn việc đại diện cho triều đình Huế sau khi thực dân Pháp ép triều đình bãi bỏ chức Kinh lược sứ. Địa vị này trên giấy tờ đặt viên thống sứ vào ngạch quan của triều đình Huế và có quyền cất chức hay bổ nhiệm toàn bộ phẩm trật các quan người Việt.
Từ năm 1900, Thống sứ Bắc Kỳ kiêm luôn chức quản trị Quảng Châu Loan tuy đây là một nhượng địa riêng với hạn kỳ 99 năm.
Đối với Liên bang Đông Dương, Thống sứ Bắc Kỳ là một thành viên của Hội đồng Tối cao (Conseil supérieur) trợ lực cho Toàn quyền Đông Dương. Thống sứ cũng là vị chỉ huy lực lượng lính tập ở Bắc Kỳ.

## Trụ sở làm việc
Dinh Thống sứ Bắc Kỳ (tiếng Pháp: Palais du Résident Supérieur) ở cạnh vườn hoa Paul Bert (còn gọi là "Vườn hoa con cóc") gần Hồ Gươm, Hà Nội được khởi xây năm 1917 do kiến trúc sư Bussy hoạch định để làm tư dinh cho Thống sứ Pháp. Mặt trước dinh nhìn ra Boulevard Henri Rivière (nay là đường Ngô Quyền).
Dinh này chứng kiến cuộc tiếp thu chính quyền khi Khâm sai Phan Kế Toại, đại diện Đế quốc Việt Nam ra Hà Nội nhận nhậm sở vào Tháng Ba năm 1945. Sau khi Nhật đảo chính Pháp (9 tháng 3 năm 1945), tòa nhà được đổi thành Phủ khâm sai Bắc Kỳ.
Tháng Tám năm 1945, lực lượng Việt Minh tụ tập ở cổng dinh và đoạt chính quyền cũng ở dinh này. Sau khi Việt Nam Dân chủ Cộng hòa được thành lập, Chủ tịch Hồ Chí Minh và Chính phủ lâm thời về làm việc tại đây cho đến ngày Toàn quốc Kháng chiến. Trong thời gian này, tòa nhà được đổi tên thành Bắc Bộ Phủ.
Ngày nay tòa nhà được đổi tên thành Nhà khách Chính phủ.

## Danh sách thống lĩnh Bắc Kỳ thời Pháp

### Thống soái Bắc Kỳ (1883-1886)
| Tên                                            | Năm sinh - năm mất | Thời gian tại nhiệm                   | Chú thích                                         |
| ---------------------------------------------- | ------------------ | ------------------------------------- | ------------------------------------------------- |
| Alexandre-Eugène Bouët                         | 1833–1887          | tháng 6 năm 1883 - tháng 8 năm 1883   | Thiếu tướng                                       |
| Anicet-Edmond-Justin Bichot                    | 1835–1908          | tháng 9 năm 1883 - tháng 11 năm 1883  | Trung tá. Tạm quyền.                              |
| Anatole-Amédée-Prosper Courbet                 | 1827–1885          | tháng 11 năm 1883 - tháng 12 năm 1883 | Chuẩn đô đốc                                      |
| Charles-Théodore Millot                        | 1829–1889          | tháng 12 năm 1883 - tháng 9 năm 1884  | Trung tướng                                       |
| Louis-Alexandre-Esprit-Gaston Brière de l'Isle | 1827–1896          | tháng 9 năm 1884 - tháng 6 năm 1885   | Thiếu tướng                                       |
| Philippe-Marie-Henri Roussel de Courcy         | 1827–1887          | tháng 6 năm 1885 - tháng 1, 1886      | Trung tướng. Thống soái Trung - Bắc Kỳ.           |
| Charles-Auguste-Louis Warnet                   | 1827–1887          | tháng 1, 1886 - tháng 4 năm 1886      | Thiếu tướng. Tạm quyền Thống soái Trung - Bắc Kỳ. |

### Tổng sứ Trung - Bắc Kỳ (1884-1889)
| Tên                                    | Thời gian tại nhiệm                | Chú thích |
| -------------------------------------- | ---------------------------------- | --------- |
| Pierre Paul Rheinart (lâm thời)        | 11 tháng 6 1884 - tháng 10 1884    |           |
| Victor-Gabriel Lemaire                 | tháng 10 1884 - 31 tháng 5 1885    |           |
| Philippe Marie André Roussel de Courcy | 31 tháng 5 1885 - Tháng Giêng 1886 |           |
| Paul Bert                              | 18 tháng 4 1886 - 11 tháng 11 1886 |           |
| Alexandre Vial (tạm thời)              | tháng 11 1886 - Tháng Giêng 1887   |           |
| Raoul Berger (tạm thời)                | 17 tháng 11 1887 - 25 tháng 6 1888 |           |
| Paul Louis Georges Bihouard            | 30 Tháng Giêng 1887 - 1888         |           |
| Étienne Antoine Guillaume Richaud      | 1888                               |           |
| Pierre Paul Rheinart                   | tháng 11 1888 - 9 tháng 5 1889     |           |

### Thống sứ Bắc Kỳ (1886-1945)
| Tên                                          | Năm sinh - năm mất | Thời gian tại nhiệm                        | Chú thích                                           |
| -------------------------------------------- | ------------------ | ------------------------------------------ | --------------------------------------------------- |
| Jean Thomas Raoul Bonnal                     | 1847-????          | 12 tháng 11 năm 1886 - tháng 1, 1887       | Lần thứ nhất                                        |
| Antony Wladislas Klobukowski                 | 1855-1934          | tháng 1, 1887 - 28 tháng 4 năm 1888        | Tạm quyền.                                          |
| Eusèbe Irénée Parreau                        | 1842-????          | 29 tháng 4 năm 1888 - 10 tháng 5 năm 1889  |                                                     |
| Ernest Albert Brière                         | 1848-????          | 10 tháng 5 năm 1889 - 6 tháng 4 năm 1890   | Lần thứ nhất                                        |
| Jean Thomas Raoul Bonnal                     | 1847-????          | 7 tháng 4 năm 1890 - 3 tháng 2 năm 1891    | Lần thứ hai. Tạm quyền                              |
| Ernest Albert Brière                         | 1848-????          | 3 tháng 2 năm 1891 - 27 tháng 10 năm 1891  | Lần thứ hai. Sau đó chuyển ra làm Khâm sứ Trung Kỳ. |
| Léon Jean Laurent Chavassieux                | 1848-1895          | 27 tháng 10 năm 1891 - 20 tháng 7 năm 1893 | Lần thứ nhất                                        |
| François Pierre Rodier                       | 1854-1913          | 20 tháng 7 năm 1893 - 30 tháng 3 năm 1895  | Tạm quyền từ 15 tháng 10 năm 1894                   |
| Louis Paul Luce                              | 1856-19??          | 30 tháng 3 năm 1895 - 13 tháng 5 năm 1895  | Tạm quyền                                           |
| Léon Jean Laurent Chavassieux                | 1848-1895          | 13 tháng 5 năm 1895 - 7 tháng 6 năm 1895   | Lần thứ hai. Tạm quyền                              |
| Édouard Picanon                              | 1854-1939          | 18 tháng 6 năm 1895 - 17 tháng 7 năm 1895  | Tạm quyền                                           |
| Augustin Julien Fourès                       | 1853-1915          | 18 tháng 7 năm 1895 - 9 tháng 3 năm 1896   | Lần thứ nhất. Tạm quyền                             |
| Léon Jules Pol Boulloche                     | 1855-19??          | 10 tháng 3 năm 1896 - 1897                 |                                                     |
| Augustin Julien Fourès                       | 1853-1915          | 1897 - 1904                                | Lần thứ hai                                         |
| Jean-Henri Groleau                           | 1859-19??          | 1904 - 8 tháng 3 năm 1907                  |                                                     |
| Louis Alphonse Bonhoure                      | 1865-1909          | 9 tháng 3 năm 1907 - 1907                  |                                                     |
| Louis Jules Morel                            | 1853-1911          | 1907 - 1909                                |                                                     |
| Jules Simoni                                 | ????-????          | 1909 - 14 tháng 12 năm 1912                |                                                     |
| Léon Louis Jean Georges Destenay             | 1861-1915          | 15 tháng 12 năm 1912 - 8 tháng 6 năm 1915  |                                                     |
| Maurice Joesph Le Gallen                     | ????-????          | 1915 - 1916                                |                                                     |
| Jean Baptiste Édouard Bourcier Saint-Gaffray | 1870-19??          | 1917 - 1921                                |                                                     |
| Maurice Antoine François Monguillot          | 1874-19??          | 1921 - 1925                                |                                                     |
| Eugène Jean Louis René Robin                 | ????-????          | 1925 - 1930                                |                                                     |
| Auguste Eugène Ludovic Tholance              | 1878-1938          | 1930 - 1937                                |                                                     |
| Yves Charles Châtel                          | 1865-1944          | 1937 - 1940                                |                                                     |
| Émile Louis François Grandjean               | ????-????          | 1940 - 1941                                |                                                     |
| Edouard André Delsalle                       | 1893-1945          | 1909 - 1912                                |                                                     |
| Jean Maurice Norbert Haelewyn                | 1901-1945          | 1942 - 1944                                | Sau trở thành Khâm sứ Pháp cuối cùng ở Trung Kỳ.    |
| Camille Auphelle                             | 1908-1945          | 1944 - 9 tháng 3 năm 1945                  | Thống sứ Pháp cuối cùng ở Bắc Kỳ.                   |

### Công sứ Nhật tại Bắc Bộ (1945)
| Tên                         | Năm sinh - năm mất | Thời gian tại nhiệm                   | Chú thích |
| --------------------------- | ------------------ | ------------------------------------- | --------- |
| Nishimura Kumao (西村 熊雄) | 1899-1980          | 9 tháng 3 năm 1945 - tháng 9 năm 1945 |           |

### Ủy viên tại Bắc và Trung Bộ (1945-1955)
Sau khi Chiến tranh thế giới thứ hai kết thúc, Pháp tìm cách trở lại phục hồi quyền thống trị tại Việt Nam, vì vậy đã đặt chức vụ Ủy viên Cộng hòa Pháp tại Trung và Bắc Bộ. Chức vụ này có chức năng gần tương đương với chức vụ Tổng sứ Trung - Bắc Kỳ trước kia, nhưng đặt trụ sở ở Hà Nội.
| Tên                                                     | Năm sinh - năm mất | Thời gian tại nhiệm                         | Chú thích                                                  |
| ------------------------------------------------------- | ------------------ | ------------------------------------------- | ---------------------------------------------------------- |
| Pierre Messmer                                          | 1916-2007          | 18 tháng 8 năm 1945 - 22 tháng 8 năm 1945   | Thiếu tá. Tạm quyền                                        |
| Jean-Roger Sainteny                                     | 1907-1978          | 22 tháng 8 năm 1945 - tháng 3 năm 1946      | Thiếu tá. Lần thứ nhất                                     |
| Jean Etienne Valluy                                     | 1899-1970          | tháng 3 năm 1946 - tháng 6 năm 1946         | Thiếu tướng.                                               |
| Jean Crépin                                             | 1908-1996          | tháng 6 năm 1946 - 17 tháng 8 năm 1946      | Trung tá. Tạm quyền                                        |
| Louis Constant Morlière                                 | 1916-2007          | 17 tháng 8 năm 1946 - 27 tháng 12 năm 1946  | Thiếu tướng                                                |
| Jean-Roger Sainteny                                     | 1907-1978          | 27 tháng 12 năm 1946 - 30 tháng 12 năm 1947 | Lần thứ hai. Lâm thời.                                     |
| Yves Jean Digo                                          | 1897-1974          | tháng 1 năm 1948 - 1949                     | Trung tá. Tạm quyền                                        |
| Marcel Jean Marie Alessandri                            | 1895-1968          | 1949 - tháng 11 năm 1950                    | Trung tướng                                                |
| Pierre Georges Jacques Marie Boyer De La Tour du Moulin | 1896-1976          | 24 tháng 11 năm 1950 - 29 tháng 12 năm 1950 | Thiếu tướng                                                |
| Raoul Albin Louis Salan                                 | 1899-1984          | 29 tháng 12 năm 1950 - 10 tháng 2 năm 1951  | Trung tướng, sau được thăng Đại tướng. Kiêm nhiệm tạm thời |
| François Jean Antoine Marie Amédée Gonzalez de Linarès  | 1897-1955          | 10 tháng 2 năm 1951 - 28 tháng 5 năm 1953   | Thiếu tướng                                                |
| René Cogny                                              | 1904-1968          | 28 tháng 5 năm 1953 - tháng 10 năm 1955     | Thiếu tướng, sau được thăng Trung tướng                    |